# Icebreaker
«Icebreaker» (укр. Криголам) — пісня норвезької співачки Аґнет Йонсен, з якою вона представляла Норвегію на 61-му пісенному конкурсі Євробачення, що пройшов у травні 2016 року в Стокгольмі, Швеція.
Музичне відео на пісню вийшло 22 квітня 2016 року.

## Чарти
| Чарт (2016)       | Найвища позиція |
| ----------------- | --------------- |
| Norway (VG-lista) | 11              |